# Одежда
Одежда (руски и старословенски: одећа) је свечана одећа православних свештеника у богослужењу. Такође, у истом значењу ову реч користе и унијати. У историјском и регионалном контексту, ова реч се користила за свечану одећу владара, витезова, краљева, племића; 
У раном хришћанству свештенослужитељи су носили одежде по кроју сличне свакодневној одећи, али израђене од скупоценог материјала, и одевали су је само при богослужењима. Постојале су и одежде налик старозаветним. Хришћанска црква, чувајући предање, у каснијим вековима није битније мењала облик старих одежди.
Црквене одежде су одређених боја, од којих свака има посебно значење. Бела боја је симбол радости, чистоте и просвећења. Црвена боја има значење крви коју су пролили Христос и његови ученици, апостоли, светитељи и мученици. Зелена боја је симбол наде на вечно блаженство, стечено заслугом Исуса Христа и даром Светога Духа. Црна и тамноцрвена боја представљају кајање и жалост.
Саме одежде опомињу свештеника да побожно обавља богослужбене радње и подсећају га на врлине којима треба да се одликује.
Свака свештена одежда обавезно се освећује од стране епископа или свештеника. Кад се одежде облаче, изговарају се Типиком прописане молитве. Одежде се могу употребити само у богослужбене сврхе. Што се тиче боје црквених одежди у почетку је доминирала бела боја. Касније су уведене у време поста пурпурне или црне одежде, a током године и црвене, зелене, златне и друге. Обично су везене и украшене.

Пошто код православног свештенства има три степена, то и сваки степен има своје одређене одежде. 
- ђаконске одежде су: стихар (обично бео сличан грчкој хаљини хитону, прекрива цело тело од врата до доле), наруквице и орар (дугачка трака коју ђакон носи на левом рамену и даје знак за заједничку молитву током богослужења);

- презвитерске (свештеничке) одежде су: стихар, епитрахиљ (орар чија су оба краја напред састављена, свештеник га ставља око врата), појас, наруквице и фелон (огртач без рукава са отвором да се преко главе обуче, облачи се преко стихара);

- архијерејске (епископске) одежде су: стихар, епитрахиљ, појас, наруквице, надбедреник (четвороугаоно платно које се за један угао веша око појаса на десно бедро; надбедреник такође носе и заслужни свештеници), сакос (одећа настала комбиновањем одеће византијских императора и одеће старозаветних просвештеника, разрезан са стране и повезан златним прапорцима; облачи се преко стихара), омофор (носи га архијереј преко оба рамена пребаченог), митра (на грчком: појас, шал којим се обавија глава; капа) и жезал (матеални штап који се додељује архијереју на рукоположењу). Знаци епископског достојанства су још и панагија и напрсни крст.